# Olympische Sommerspiele 1908/Teilnehmer (Finnland)
| Gelbes Symbol für Goldmedaillen mit stilisierten Olympischen Ringen | Graues Symbol für Silbermedaillen mit stilisierten Olympischen Ringen | Braundes Symbol für Bronzemedaillen mit stilisierten Olympischen Ringen |
| ------------------------------------------------------------------- | --------------------------------------------------------------------- | ----------------------------------------------------------------------- |
| 1                                                                   | 1                                                                     | 3                                                                       |

Finnland nahm an den Olympischen Sommerspielen 1908 in London, Großbritannien, mit 65 Sportlern teil. Dabei konnten die Athleten eine Gold-, eine Silber- und drei Bronzemedaillen gewinnen.

## Medaillengewinner

### Olympiasieger
| Name           | Sportart | Wettkampf                     |
| -------------- | -------- | ----------------------------- |
| Verner Weckman | Ringen   | Halbschwergewicht (bis 93 kg) |

### Zweiter
| Name         | Sportart | Wettkampf                     |
| ------------ | -------- | ----------------------------- |
| Yrjö Saarela | Ringen   | Halbschwergewicht (bis 93 kg) |

### Dritter
| Name | Sportart       | Wettkampf                      |
| --- | -------------- | ------------------------------ |
| Verner Järvinen | Leichtathletik | Diskuswurf (griechischer Stil) |
| Arvo Lindén | Ringen         | Leichtgewicht (bis 66,6 kg)    |
| Eino Forsström Otto Granström Johan Kemp Iivari Kyykoski Heikki Lehmusto John Lindroth Yrjö Linko Edvard Linna Matti Markkanen Kalle Mikkolainen Veli Nieminen Kalle Kustaa Paasia Arvi Pohjanpää Aarne Pohjonen Eino Railio Ale Riipinen Arno Saarinen Einar Sahlstein Aarne Salovaara Torsten Sandelin Elis Sipilä Viktor Smeds Kaarlo Soinio Kurt Stenberg Väinö Tiiri Karl Magnus Wegelius | Turnen         | Mannschaftsmehrkampf           |

## Teilnehmer nach Sportarten

### Leichtathletik
| Disziplin                      | Platz        | Athleten          | Vorrunde                       | Halbfinale                     | Finale         |
| ------------------------------ | ------------ | ----------------- | ------------------------------ | ------------------------------ | -------------- |
| Männer                         |              |                   |                                |                                |                |
| 100 m                          | Vorläufe     | Ragnar Stenberg   | k. A. Fünfter, siebter Vorlauf | nicht erreicht                 | nicht erreicht |
| 200 m                          | Vorläufe     | Ragnar Stenberg   | k. A. Dritter, vierter Vorlauf | nicht erreicht                 | nicht erreicht |
| 800 m                          | Halbfinalist | Fredrik Svanström | nicht ausgetragen              | k. A. Fünfter, siebter Vorlauf | nicht erreicht |
| 1500 m                         | Halbfinalist | Fredrik Svanström | nicht ausgetragen              | k. A. Dritter, fünfter Vorlauf | nicht erreicht |
| Marathon                       | Zehnter      | Kalle Nieminen    | nicht ausgetragen              | nicht ausgetragen              | 3:09:50,8      |
| Disziplin                      | Platz        | Athleten          | Höhe/Weite                     |                                |                |
| Männer                         |              |                   |                                |                                |                |
| Hochsprung                     | 16.          | Lauri Pihkala     | nicht ausgetragen              | nicht ausgetragen              | 1,67 Meter     |
| Hochsprung                     | —            | Lauri Wilskman    | nicht ausgetragen              | nicht ausgetragen              | keine Weite    |
| Dreisprung                     | 18.–20.      | Juho Halme        | nicht ausgetragen              | nicht ausgetragen              | k. A.          |
| Standweitsprung                | Achter-25.   | Jarl Jakobsson    | nicht ausgetragen              | nicht ausgetragen              | k. A.          |
| Kugelstoßen                    | Siebter      | Jalmari Sauli     | nicht ausgetragen              | nicht ausgetragen              | 12,58 Meter    |
| Kugelstoßen                    | Neunter-25.  | Juho Halme        | nicht ausgetragen              | nicht ausgetragen              | k. A.          |
| Kugelstoßen                    | Neunter-25.  | Verner Järvinen   | nicht ausgetragen              | nicht ausgetragen              | k. A.          |
| Kugelstoßen                    | Neunter-25.  | Elmer Niklander   | nicht ausgetragen              | nicht ausgetragen              | k. A.          |
| Kugelstoßen                    | Neunter-25.  | Bruno Zilliacus   | nicht ausgetragen              | nicht ausgetragen              | k. A.          |
| Diskuswurf (freier Stil)       | Vierter      | Verner Järvinen   | nicht ausgetragen              | nicht ausgetragen              | 39,43 Meter    |
| Diskuswurf (freier Stil)       | Zwölfter-42  | Elmer Niklander   | nicht ausgetragen              | nicht ausgetragen              | k. A.          |
| Diskuswurf (freier Stil)       | Zwölfter-42  | Lauri Pihkala     | nicht ausgetragen              | nicht ausgetragen              | k. A.          |
| Diskuswurf (freier Stil)       | Zwölfter-42  | Aarne Salovaara   | nicht ausgetragen              | nicht ausgetragen              | k. A.          |
| Diskuswurf (freier Stil)       | Zwölfter-42  | Jalmari Sauli     | nicht ausgetragen              | nicht ausgetragen              | k. A.          |
| Diskuswurf (freier Stil)       | Zwölfter-42  | Lauri Wilskman    | nicht ausgetragen              | nicht ausgetragen              | k. A.          |
| Speerwurf (Mittelgriff)        | Vierter      | Aarne Salovaara   | nicht ausgetragen              | nicht ausgetragen              | 45,89 Meter    |
| Speerwurf (Mittelgriff)        | Fünfter      | Armas Pesonen     | nicht ausgetragen              | nicht ausgetragen              | 45,18 Meter    |
| Speerwurf (Mittelgriff)        | Sechster     | Juho Halme        | nicht ausgetragen              | nicht ausgetragen              | 44,96 Meter    |
| Speerwurf (Mittelgriff)        | Siebter      | Jalmari Sauli     | nicht ausgetragen              | nicht ausgetragen              | k. A.          |
| Speerwurf (Mittelgriff)        | Achter-16.   | Evert Jakobsson   | nicht ausgetragen              | nicht ausgetragen              | k. A.          |
| Speerwurf (Mittelgriff)        | Achter-16.   | Jarl Jakobsson    | nicht ausgetragen              | nicht ausgetragen              | k. A.          |
| Diskuswurf (griechischer Stil) | Dritter      | Verner Järvinen   | nicht ausgetragen              | nicht ausgetragen              | 36,48 Meter    |
| Diskuswurf (griechischer Stil) | Neunter      | Elmer Niklander   | nicht ausgetragen              | nicht ausgetragen              | 32,46 Meter    |
| Speerwurf (freier Stil)        | Sechster     | Armas Pesonen     | nicht ausgetragen              | nicht ausgetragen              | 46,04 Meter    |
| Speerwurf (freier Stil)        | Achter       | Jalmari Sauli     | nicht ausgetragen              | nicht ausgetragen              | 43,30 Meter    |
| Speerwurf (freier Stil)        | Neunter      | Juho Halme        | nicht ausgetragen              | nicht ausgetragen              | 39,88 Meter    |
| Speerwurf (freier Stil)        | 10-33        | Evert Jakobsson   | nicht ausgetragen              | nicht ausgetragen              | k. A.          |
| Speerwurf (freier Stil)        | 10-33        | Jarl Jakobsson    | nicht ausgetragen              | nicht ausgetragen              | k. A.          |
| Speerwurf (freier Stil)        | 10-33        | Verner Järvinen   | nicht ausgetragen              | nicht ausgetragen              | k. A.          |
| Speerwurf (freier Stil)        | 10-33        | Johan Kemp        | nicht ausgetragen              | nicht ausgetragen              | k. A.          |
| Speerwurf (freier Stil)        | 10-33        | Aarne Salovaara   | nicht ausgetragen              | nicht ausgetragen              | k. A.          |

### Ringen
| Disziplin                     | Platz         | Athlet         | Erste Runde      | Achtelfinale           | Viertelfinale    | Halbfinale         | Kampf um Platz 3/Finale |
| ----------------------------- | ------------- | -------------- | ---------------- | ---------------------- | ---------------- | ------------------ | ----------------------- |
| Männer                        |               |                |                  |                        |                  |                    |                         |
| Griechisch-römischer Stil     |               |                |                  |                        |                  |                    |                         |
| Leichtgewicht (bis 66,6 kg)   | Dritter       | Arvo Lindén    | Besiegte Hansen  | Besiegte Carlsen       | Besiegte Møller  | Verlor gegen Orlov | Besiegte Persson        |
| Halbschwergewicht (bis 93 kg) | Olympiasieger | Verner Weckman | Freilos          | Besiegte West          | Besiegte Larsson | Besiegte Payr      | Besiegte Saarela        |
| Halbschwergewicht (bis 93 kg) | Zweiter       | Yrjö Saarela   | Besiegte Nielsen | Besiegte Nixson        | Besiegte Dubois  | Besiegte Jensen    | Verlor gegen Weckman    |
| Halbschwergewicht (bis 93 kg) | Neunter       | Jussi Kivimäki | Freilos          | Verloren gegen Westrop | nicht erreicht   | nicht erreicht     | nicht erreicht          |

### Schießen
| Disziplin                                   | Platz  | Athlet(en)                                                                            | Punkte |
| ------------------------------------------- | ------ | ------------------------------------------------------------------------------------- | ------ |
| Männer                                      |        |                                                                                       |        |
| Freies Gewehr Dreistellungskampf            | 17.    | Voitto Kolho                                                                          | 788    |
| Freies Gewehr Dreistellungskampf            | 30.    | Frans Nässling                                                                        | 733    |
| Freies Gewehr Dreistellungskampf            | 37.    | Huvi Tuiskinen                                                                        | 697    |
| Freies Gewehr Dreistellungskampf            | 38.    | Heikki Huttunen                                                                       | 686    |
| Freies Gewehr Dreistellungskampf            | 39.    | Lauri Kolho                                                                           | 672    |
| Freies Gewehr Dreistellungskampf            | 41.    | Emil Nässling                                                                         | 657    |
| Freies Gewehr Dreistellungskampf            | 44.    | Gustav Nyman                                                                          | 615    |
| Freies Gewehr Dreistellungskampf            | 45.    | Karl Reilin                                                                           | 584    |
| Freies Gewehr Dreistellungskampf            | 46.    | Heikki Hallamaa                                                                       | 576    |
| Freies Gewehr Dreistellungskampf Mannschaft | Achter | Frans Nässling Gustav Nyman Heikki Huttunen Voitto Kolho Emil Nässling Huvi Tuiskinen | 3.962  |

### Schwimmen
| Disziplin    | Platz    | Athlet           | Vorlauf                                | Halbfinale     | Finale         |
| ------------ | -------- | ---------------- | -------------------------------------- | -------------- | -------------- |
| Männer       |          |                  |                                        |                |                |
| 100 m Rücken | Vorläufe | Hugo Jonsson     | k. A. Dritter, erster Vorlauf          | nicht erreicht | nicht erreicht |
| 100 m Rücken | Vorläufe | John Henriksson  | k. A. Dritter, Zweiter Vorlauf         | nicht erreicht | nicht erreicht |
| 200 m Brust  | Vorläufe | John Henriksson  | k. A. Dritter, fünfter Vorlauf         | nicht erreicht | nicht erreicht |
| 200 m Brust  | Vorläufe | Herman Cederberg | k. A. Vierter-Fünfter, zweiter Vorlauf | nicht erreicht | nicht erreicht |
| 200 m Brust  | —        | Hugo Jonsson     | DNF —, sechster Vorlauf                | nicht erreicht | nicht erreicht |

### Turnen
| Athlet           | Disziplin       | Punkte | Rang |
| ---------------- | --------------- | ------ | ---- |
| Männer           |                 |        |      |
| Riku Korhonen    | Einzelmehrkampf | 143,50 | 75   |
| Eetu Kosonen     | Einzelmehrkampf | 120,00 | 88   |
| Iivari Partanen  | Einzelmehrkampf | 121,00 | 85   |
| Jaska Saarivuori | Einzelmehrkampf | 132,00 | 81   |
| David Teivonen   | Einzelmehrkampf | 117,50 | 91   |

| Disziplin            | Platz   | Athlet | Punkte |
| -------------------- | ------- | --- | ------ |
| Männer               |         | |        |
| Mannschaftsmehrkampf | Dritter | Eino Forsström, Otto Granström, Johan Kemp, Jivari Kyykoski, Heikki Lehmusto, John Lindroth, Yrjö Linko, Edvard Linna, Matti Markkanen, Kalle Mikkolainen, Veli Nieminen, Kaarlo Kustaa Paasia, Arvi Pohjanpää, Aarne Pohjonen, Eino Railio, Ale Riipinen, Arno Saarinen, Einari Verner Sahlstein, Aarne Salovaara, Torsten Sandelin, Elis Sipilä, Viktor Smeds, Kaarlo Soinio, Kurt Enoch Stenberg, Väinö Tiiri, Magnus Wegelius | 405    |

### Wasserspringen
| Disziplin     | Platz    | Athlet        | Vorrunde                              | Halbfinale                           | Finale         |
| ------------- | -------- | ------------- | ------------------------------------- | ------------------------------------ | -------------- |
| Männer        |          |               |                                       |                                      |                |
| Turmspringen  | Sechster | Toivo Aro     | 69,50 Punkte Zweiter, fünfter Vorlauf | 62,70 Punkte Dritter, erster Vorlauf | nicht erreicht |
| Turmspringen  | 13.      | Oscar Wetzell | 69,70 Punkte Vierter, erster Vorlauf  | nicht erreicht                       | nicht erreicht |
| Kunstspringen | Elfter   | Oscar Wetzell | 70,83 Punkte Zweiter, dritter Vorlauf | 70,10 Sechster, erstes Halbfinale    | nicht erreicht |